# Lisa Edelstein
Lisa Edelstein (Boston, 21 maggio 1966) è un'attrice statunitense, conosciuta principalmente per il ruolo di Lisa Cuddy nella serie televisiva Dr. House - Medical Division.

## Biografia
Ha cominciato la sua carriera d'attrice mentre studiava all'Università di New York. Ha scritto, composto e interpretato il musical Positive Me al Cafè La MaMa  di Manhattan, uno dei primi lavori teatrali incentrati sul tema dell'AIDS.
La si può anche ricordare per ruoli come Rhonda Roth in Relativity, oppure come Bratty Patty in Almost Perfect, o come Lauren nell'ultima stagione di Felicity.
È stata ospite in molti show televisivi, tra i più popolari negli Stati Uniti, tra cui E.R. - Medici in prima linea, Family Law , Frasier, Seinfeld, Ally McBeal (quarta stagione, 2000-2001).
Sul grande schermo, ha fatto apparizioni in film come The Doors, Love Affair - Un grande amore, Delitto imperfetto (Susan's Plan) e What Women Want.
Nel 2004 entra a far parte nel cast di Dr. House - Medical Division, interpretando per sette delle otto stagioni della serie il ruolo di Lisa Cuddy.
Dedica molto tempo agli animali ed è supporter dell'associazione no-profit "Best Friends Animal Society".
Le piace scrivere, comporre musica, e disegnare. Pratica Ashtanga Yoga ed è vegetariana.

## Filmografia

### Cinema
- The Doors, regia di Oliver Stone (1991)
- Qualcosa è cambiato (As Good as It Gets), regia di James L. Brooks (1997)
- Delitto imperfetto (Susan's Plan), regia di John Landis (1998)
- Los Angeles senza meta (L.A. Without a Map), regia di Mika Kaurismäki (1998)
- Tentazioni d'amore (Keeping the Faith), regia di Edward Norton (2000)
- What Women Want - Quello che le donne vogliono (What Women Want), regia di Nancy Meyers (2000)
- L'asilo dei papà (Daddy Day Care), regia di Steve Carr (2003)
- Joshy, regia di Jeff Baena (2016)
- Dr. Bird's Advice for Sad Poets, regia di Yaniv Raz (2021)

### Televisione
- L.A. Law - Avvocati a Los Angeles (L.A. Law) – serie TV, episodio 7x05 (1992)
- Innamorati pazzi (Mad About You) – serie TV, episodio 1x04 (1992)
- Wings – serie TV, episodio 4x13 (1993)
- Seinfeld – serie TV, 2 episodi (1993)
- The Larry Sanders Show – serie TV, episodio 3x08 (1994)
- Almost Perfect – serie TV, 9 episodi (1995-1997)
- Superman – serie TV, 8 episodio (1996)
- Relativity – serie TV, 17 episodi (1996-1997)
- E.R. - Medici in prima linea (ER) – serie TV, episodio 4x01 (1997)
- Frasier – serie TV, episodio 5x19 (1998)
- Just Shoot Me! – serie TV, episodio 2x11 (1998)
- Sports Night – serie TV, 3 episodi (1999)
- West Wing - Tutti gli uomini del Presidente (The West Wing) – serie TV, 5 episodi (1999-2000)
- Ally McBeal – serie TV, 5 episodi (2000-2001)
- Felicity – serie TV, 6 episodi (2001-2002)
- A Date with Darkness: The Trial and Capture of Andrew Luster, regia di Bobby Roth – film TV (2003)
- Justice League – serie TV, 2 episodi (2003) - voce
- Senza traccia (Without a Trace) - serie TV, episodio 2x09 (2003)
- The Practice - Professione avvocati (The Practice) – serie TV, 2 episodi (2003)
- Giudice Amy (Judging Amy) – serie TV, episodio 5x19 (2004)
- Dr. House - Medical Division (House, M.D.) – serie TV, 153 episodi (2004-2011)
- Justice League Unlimited – serie TV, episodio 2x07 (2005) - voce
- King of the Hill – serie TV, episodio 12x03 (2007) - voce
- American Dad! – serie TV, 6 episodi (2007-2011) - voce
- The Good Wife – serie TV, 3 episodi (2011)
- Childrens Hospital – serie TV, episodio 3x01 (2011)
- Elementary – serie TV, episodio 1x08 (2012)
- Castle – serie TV, episodi 6x01-6x02-6x03 (2013)
- Scandal – serie TV, episodio 2x16 (2013)
- House of Lies – serie TV, 2 episodi (2013)
- La leggenda di Korra (The Legend of Korra) – serie TV, 14 episodi (2013-2014) - voce
- Girlfriends' Guide to Divorce – serie TV, 45 episodi (2014-2018)
- Il metodo Kominsky (The Kominsky Method) – serie TV, 16 episodi (2018-2021)
- The Good Doctor – serie TV (2018)
- 9-1-1: Lone Star – serie TV, 10 episodi (2021)

## Doppiatrici italiane
Nelle versioni in italiano dei suoi lavori, Lisa Edelstein è stata doppiata da:
- Roberta Pellini in Dr. House - Medical Division, Castle, Girlfriends' Guide to Divorce, The Good Doctor, 9-1-1: Lone Star
- Alessandra Korompay in The Good Wife, Elementary
- Silvia Pepitoni in Delitto imperfetto
- Stefanella Marrama in Los Angeles senza meta
- Roberta Paladini in Occhi indiscreti
- Franca D'Amato in Tentazioni d'amore
- Elena Bianca in What Women Want - Quello che le donne vogliono
- Laura Boccanera in Senza traccia
- Lorella De Luca in Scandal
- Antonella Alessandro ne Il metodo Kominsky